# Klosterwalde
Klosterwalde ist ein Ortsteil der amtsfreien Stadt Templin im Landkreis Uckermark in Brandenburg.

## Geographie
Der Ort liegt sieben Kilometer nordöstlich von Templin. Die Nachbarorte sind Paulinenhof im Norden, Annenhof und Herzfelde im Nordosten, Rieckshof im Osten, Kreuzkrug und Sydowshof im Südosten, Klosterwalder Mühle und Gleuenhof im Süden, Knehden und Netzow im Südwesten sowie Metzelthin und Eselshütte im Nordwesten.

## Geschichte
Die erste schriftliche Erwähnung des Ortes stammt aus dem Jahr 1375. In dieser Urkunde wurde für den Ort der Name Closterwolde verzeichnet.